# Jelko Kacin
Jelko Kacin, slovenski obramboslovec, politik, diplomat * 26. november 1955, Celje, Slovenija.

## Študij
Jelko Kacin je leta 1981 diplomiral iz obramboslovja na temo Ženske v oboroženih silah. Nato je pisal članke za revijo Obramba in med drugim leta 1986 končal poljudnoznanstveno knjigo Sodobna letala in helikopterji.

## Politika
Po prvih demokratičnih volitvah leta 1990 je postal namestnik takratnega obrambnega ministra Janeza Janše. Leta 1991 je kot član Slovenske demokratične zveze postal minister za informiranje, ustanovil Slovensko tiskovno agencijo in med slovensko osamosvojitveno vojno zaslovel z vsakodnevnimi tiskovnimi konferencami.
Ob razpadu SDZ se je pridružil Bavčarjevi Demokratski stranki (ki se je leta 1994 združila z LDS) in leta 1992 neuspešno kandidiral na volitvah za predsednika Slovenije. Marca 1994, po aferi Depala vas, je nasledil odstavljenega Janeza Janšo na položaju ministra za obrambo in to funkcijo opravljal do parlamentarnih volitev leta 1996. Leta 1995 je opozicija zaradi spornih komunikacijskih treningov na ministrstvu neuspešno izvedla interpelacijo proti njemu.

### Poslanec v DZ RS in evroposlanec
V letih 1996 in 2000 je bil na listi LDS izvoljen v Državni zbor in med obema mandatoma bil predsednik Odbora za mednarodne odnose. 16. oktobra 1998 je v besednem dvoboju z Ivom Hvalico podlegel provokaciji in ga udaril s časopisom. To velja za prvi fizični »obračun« v zgodovini slovenskega parlamenta. Bil je član slovenske delegacije v Parlamentarni skupščini Sveta Evrope, eden prvih slovenskih opazovalcev v Evropskem parlamentu, leta 2004 pa je bil izvoljen za evropskega poslanca, kjer je deloval v poslanski skupini liberalcev in demokratov. 15. oktobra 2005 je na položaju predsednika LDS nasledil Antona Ropa. Ker mu stranke ni uspelo konsolidirati po porazu na parlamentarnih volitvah 2004, ga je 30. junija na položaju predsednice LDS nasledila Katarina Kresal.
Leta 2014 je na volitvah v evropski parlament kandidiral na listi Kacin Konkretno s podporo Liberalne demokracije Slovenije, a ni bil izvoljen. 
V letih 1994, 2001 in 2004 je sodeloval pri organizaciji poteka kolesarske dirke Giro d'Italia skozi Slovenijo. 
Med letoma 2015 in 2019 je bil stalni predstavnik Slovenije pri zvezi NATO. 
Spomladi 2020 je bil imenovan za uradnega govorca kriznega štaba Vlade Republike Slovenije ob izbruhu epidemije virusa COVID-19, po njegovi ukinitvi pa za govorca vlade. Z 18. januarjem 2021 je bil postavljen za državnega sekretarja za koordinacijo množičnega cepljenja proti COVID-19 v Kabinetu predsednika vlade.

## Zasebno
Je poročen in oče dveh otrok.

## Odlikovanja in priznanja
- spominski znak Republiška koordinacija 1991[1]